# Aiman Napoli
Aiman Marco Napoli (Paderno Dugnano, 2 luglio 1989) è un calciatore italiano, di ruolo attaccante.

## Caratteristiche tecniche
È una seconda punta in grado di agire da esterno, centrocampista o centravanti, in possesso di discrete doti tecniche, abile nel servire assist ai compagni.

## Carriera
Muove i suoi primi passi nelle giovanili della Pro Sesto, che nel 2006 lo promuove in prima squadra. Nel 2007 viene tesserato dall'Inter, che lo aggrega alla formazione Primavera. Esordisce in prima squadra il 19 dicembre 2007 contro la Reggina in Coppa Italia, sostituendo Crespo nei minuti di recupero.
Il 14 luglio 2009 passa in prestito al Modena. Esordisce in Serie B il 21 agosto in Padova-Modena (1-0), subentrando all'89' al posto di Cesare Rickler. Il 17 luglio 2010 passa in prestito con diritto di riscatto al Crotone. Nel 2011 gli viene diagnosticata l'artrite reumatoide – una rara malattia infiammatoria cronica – che lo costringe ad un anno di inattività.
Il 31 gennaio 2012 passa in prestito al Prato. Il 27 maggio una sua rete risolve la gara di ritorno dei play-out giocata contro il Piacenza (1-0), permettendo ai toscani di salvarsi in virtù del miglior piazzamento in classifica. Il 3 agosto viene acquistato a titolo definitivo dal Prato, che il 17 luglio 2013 lo cede al Pisa, in Lega Pro Prima Divisione.
Il 14 luglio 2015 firma un biennale con il Renate. Il 22 agosto 2017 viene ceduto alla Reggiana. Il 28 novembre subisce un grave infortunio sul campo del Bassano, riportando la rottura del legamento crociato anteriore del ginocchio sinistro, che lo tiene fermo fino a maggio. Il 14 dicembre 2018 si accorda con il Lecco, formazione impegnata nel campionato di Serie D. Il 29 gennaio 2021 torna al Prato, firmando un accordo valido fino a giugno.
Il 30 agosto 2021 viene tesserato dalla Colligiana. Il 9 dicembre viene ingaggiato dalla Favl Cimini, in Eccellenza. Da giugno 2023 collabora con il Centro Schiaffino come maestro della tecnica e collaboratore tecnico per tutto il settore giovanile

## Statistiche

### Presenze e reti nei club
Statistiche aggiornate al 29 gennaio 2023.
| Stagione         | Squadra               | Campionato       | Campionato | Campionato | Coppe nazionali | Coppe nazionali | Coppe nazionali | Coppe continentali | Coppe continentali | Coppe continentali | Altre coppe | Altre coppe | Altre coppe | Totale | Totale |
| Stagione         | Squadra               | Comp             | Pres       | Reti       | Comp            | Pres            | Reti            | Comp               | Pres               | Reti               | Comp        | Pres        | Reti        | Pres   | Reti   |
| ---------------- | --------------------- | ---------------- | ---------- | ---------- | --------------- | --------------- | --------------- | ------------------ | ------------------ | ------------------ | ----------- | ----------- | ----------- | ------ | ------ |
| 2005-2006        | Pro Sesto             | C1               | 2          | 0          | CI+CI-C         | 0               | 0               | -                  | -                  | -                  | -           | -           | -           | 2      | 0      |
| 2006-2007        | Pro Sesto             | C1               | 0          | 0          | CI-C            | 0               | 0               | -                  | -                  | -                  | -           | -           | -           | 0      | 0      |
| Totale Pro Sesto | Totale Pro Sesto      | Totale Pro Sesto | 2          | 0          |                 | 0               | 0               |                    | -                  | -                  |             | -           | -           | 2      | 0      |
| 2007-2008        | Inter                 | A                | 0          | 0          | CI              | 1               | 0               | UCL                | 0                  | 0                  | SI          | 0           | 0           | 1      | 0      |
| 2008-2009        | Inter                 | A                | 0          | 0          | CI              | 0               | 0               | UCL                | 0                  | 0                  | SI          | 0           | 0           | 0      | 0      |
| 2009-2010        | Modena                | B                | 23         | 1          | CI              | 0               | 0               | -                  | -                  | -                  | -           | -           | -           | 23     | 1      |
| 2010-gen. 2011   | Crotone               | B                | 21         | 2          | CI              | 1               | 0               | -                  | -                  | -                  | -           | -           | -           | 22     | 2      |
| gen.-giu. 2011   | Verona                | 1D               | 2          | 0          | CI+CI-LP        | -               | -               | -                  | -                  | -                  | -           | -           | -           | 2      | 0      |
| 2011-gen. 2012   | Inter                 | A                | 0          | 0          | CI              | 0               | 0               | UCL                | 0                  | 0                  | SI          | 0           | 0           | 0      | 0      |
| Totale Inter     | Totale Inter          | Totale Inter     | 0          | 0          |                 | 1               | 0               |                    | 0                  | 0                  |             | 0           | 0           | 1      | 0      |
| gen.-giu. 2012   | Prato                 | 1D               | 4+2        | 0+1        | CI+CI-LP        | -               | -               | -                  | -                  | -                  | -           | -           | -           | 6      | 1      |
| 2012-2013        | Prato                 | 1D               | 27+2       | 8+2        | CI-LP           | 1               | 0               | -                  | -                  | -                  | -           | -           | -           | 30     | 10     |
| 2013-2014        | Pisa                  | 1D               | 31+2       | 4          | CI+CI-LP        | 2+0             | 0               | -                  | -                  | -                  | -           | -           | -           | 35     | 4      |
| 2014-2015        | Pisa                  | LP               | 21         | 0          | CI+CI-LP        | 2+0             | 2               | -                  | -                  | -                  | -           | -           | -           | 23     | 2      |
| Totale Pisa      | Totale Pisa           | Totale Pisa      | 52+2       | 4          |                 | 4               | 2               |                    | -                  | -                  |             | -           | -           | 58     | 6      |
| 2015-2016        | Renate                | LP               | 26         | 5          | CI-LP           | 2               | 0               | -                  | -                  | -                  | -           | -           | -           | 28     | 5      |
| 2016-2017        | Renate                | LP               | 30+1       | 5+1        | CI-LP           | 2               | 0               | -                  | -                  | -                  | -           | -           | -           | 33     | 6      |
| ago. 2017        | Renate                | C                | 0          | 0          | CI+CI-C         | 2+0             | 0               | -                  | -                  | -                  | -           | -           | -           | 2      | 0      |
| Totale Renate    | Totale Renate         | Totale Renate    | 56+1       | 10+1       |                 | 6               | 0               |                    | -                  | -                  |             | -           | -           | 63     | 11     |
| ago. 2017-2018   | Reggiana              | C                | 14+2       | 1          | CI+CI-C         | 0+1             | 0               | -                  | -                  | -                  | -           | -           | -           | 17     | 1      |
| set.-dic. 2018   | Delta Porto Tolle     | D                | 7          | 3          | CI-D            | -               | -               | -                  | -                  | -                  | -           | -           | -           | 7      | 3      |
| dic. 2018-2019   | Lecco                 | D                | 13         | 0          | CI-D            | -               | -               | -                  | -                  | -                  | -           | -           | -           | 13     | 0      |
| 2019-2020        | Sant'Angelo           | Ecc.             | 9          | 0          | CI-Dil          | -               | -               | -                  | -                  | -                  | -           | -           | -           | 9      | 0      |
| 2020-gen. 2021   | Piccardo Traversetolo | Ecc.             | 0          | 0          | -               | -               | -               | -                  | -                  | -                  | -           | -           | -           | 0      | 0      |
| gen.-giu. 2021   | Prato                 | D                | 9          | 3          | -               | -               | -               | -                  | -                  | -                  | -           | -           | -           | 9      | 3      |
| Totale Prato     | Totale Prato          | Totale Prato     | 40+4       | 11+3       |                 | 1               | 0               |                    | -                  | -                  |             | -           | -           | 45     | 14     |
| set.-dic. 2021   | Colligiana            | Ecc.             | 10         | 2          | CI-Dil          | 2               | 0               | -                  | -                  | -                  | -           | -           | -           | 12     | 2      |
| dic. 2021-2022   | Favl Cimini           | Ecc.             | 10         | 1          | CI-Dil          | -               | -               | -                  | -                  | -                  | -           | -           | -           | 10     | 1      |
| Totale carriera  | Totale carriera       | Totale carriera  | 268        | 39         |                 | 16              | 2               |                    | 0                  | 0                  |             | 0           | 0           | 284    | 41     |

## Palmarès

### Club

#### Competizioni giovanili
- Torneo di Viareggio: 1

Inter: 2008

#### Competizioni nazionali
- Serie D: 1

Lecco: 2018-2019 (Girone A)